# Passeridae
Los paséridos (Passeridae) son una familia de aves paseriformes que toman el nombre común de gorriones, nombre que también lleva uno de sus géneros, Passer. Asimismo se los denomina gorriones del Viejo Mundo, para diferenciarlos de los gorriones del Nuevo Mundo, agrupados en la familia Emberizidae. La especie más conocida es el gorrión común (Passer domesticus), que está adaptada al hábitat urbano y habita todos los continentes, a excepción de la Antártida, al haber sido introducida por el ser humano en la mayor parte de ellos.
En general, los gorriones suelen ser aves pequeñas, color marrón-gris con cola corta y pico rechoncho. Son principalmente granívoros, aunque también consumen insectos. Unas pocas especies se alimentan alrededor de las ciudades. 

## Descripción

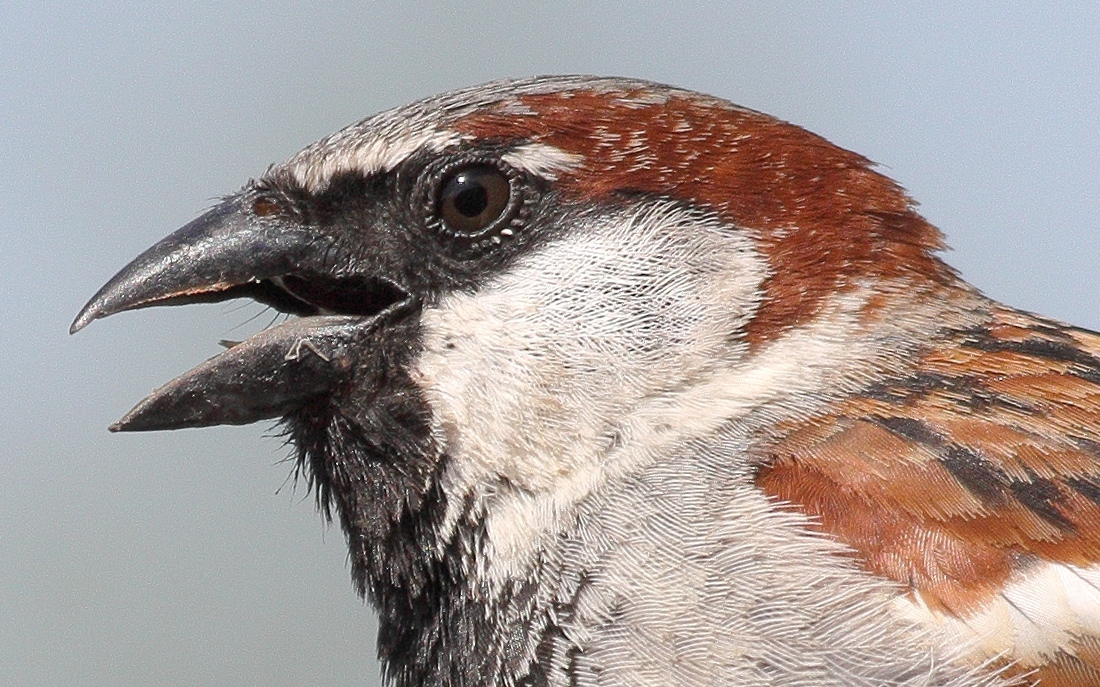
Gorrión macho en Alemania

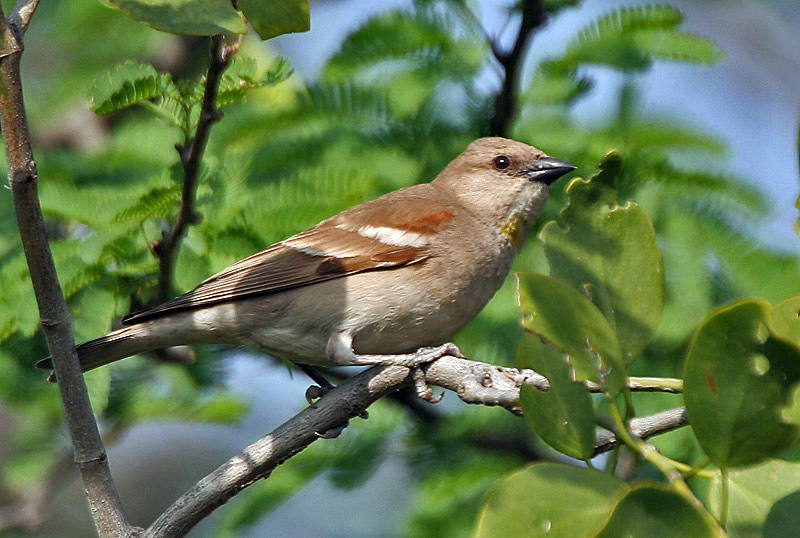
Gorrión de garganta amarilla en el Parque Nacional de Keoladeo, India

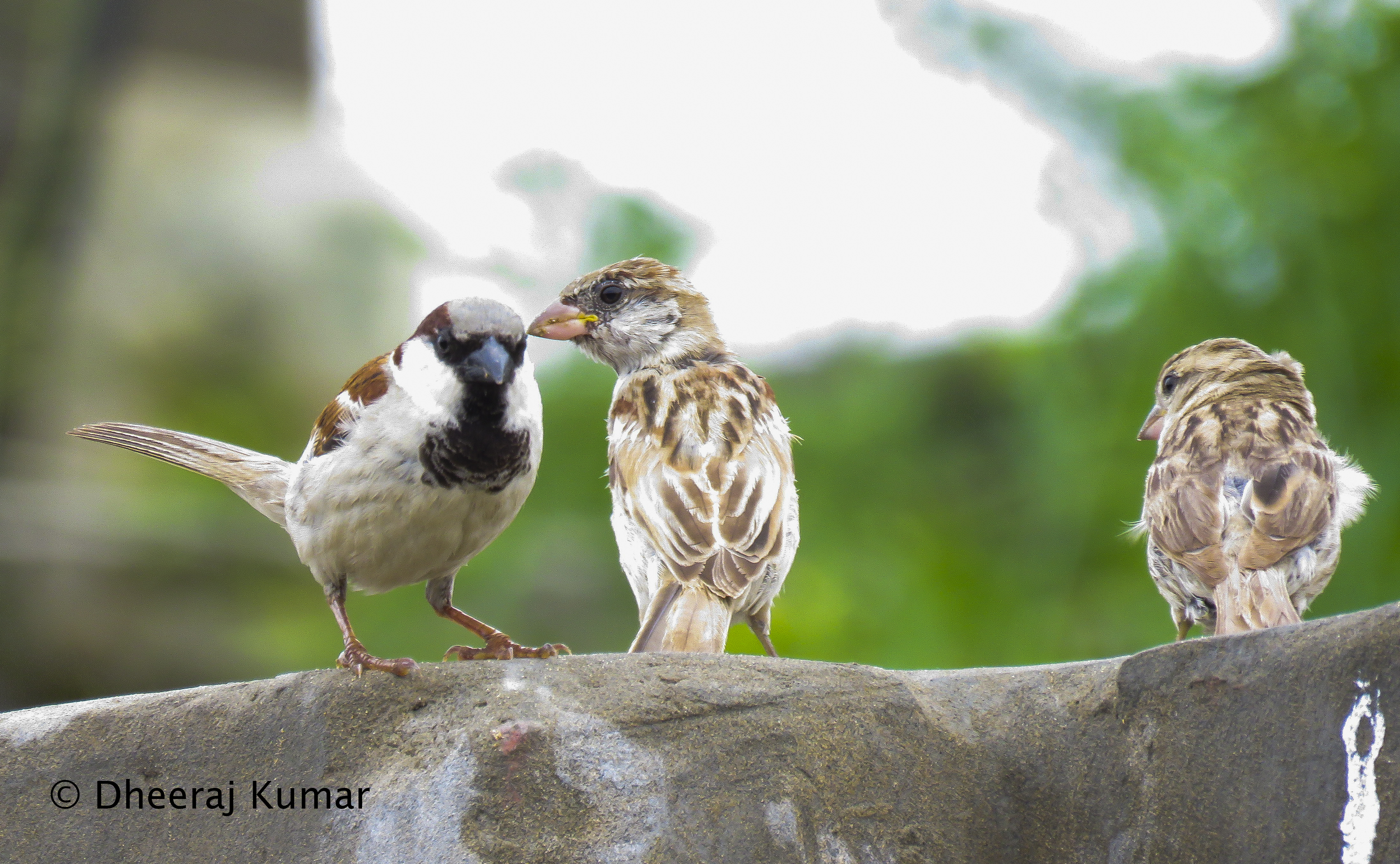
Gorrión en Tharparkar, Sindh

Generalmente, los gorriones del Viejo Mundo son pájaros pequeños, regordetes, marrones y grises con colas cortas y picos rechonchos y poderosos. Las diferencias entre especies de gorriones pueden ser sutiles. Los miembros de esta familia varían en tamaño desde el gorrión castaño (Passer eminibey), en 11,4 cm y 13,4 g, al gorrión picogordo (Passer gongonensis), en 18 cm y 42 g. Los gorriones son físicamente similares a otras aves que se alimentan de semillas, como los fringílidos, pero tienen una pluma primaria externa dorsal vestigial y un hueso extra en la lengua. Este hueso, el preglossale, ayuda a endurecer la lengua al sujetar las semillas. Otras adaptaciones para comer semillas son picos cóniicos duros y canales alimentarios alargados y especializados.

## Taxonomía y sistemática

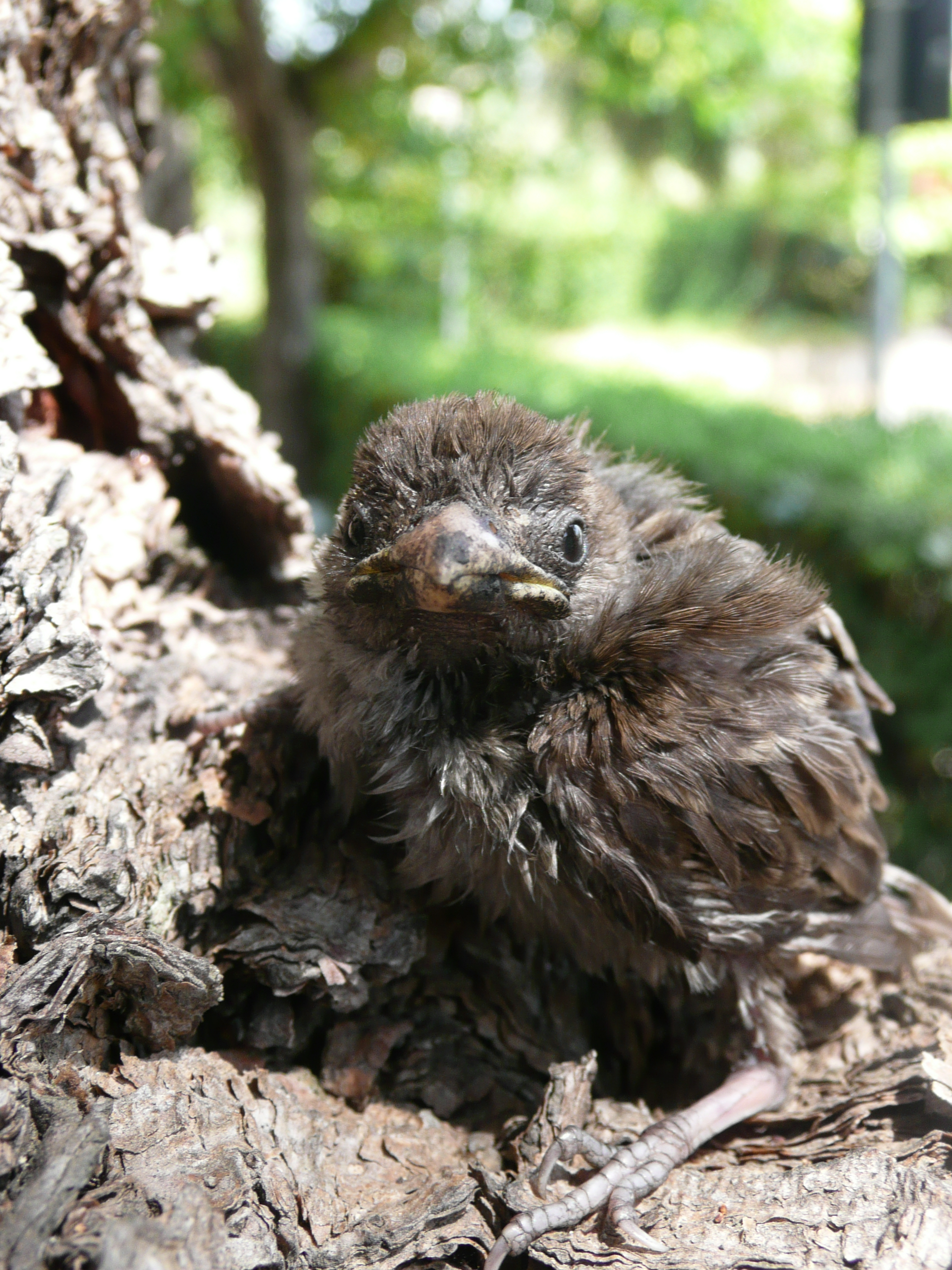
Un polluelo de gorrión

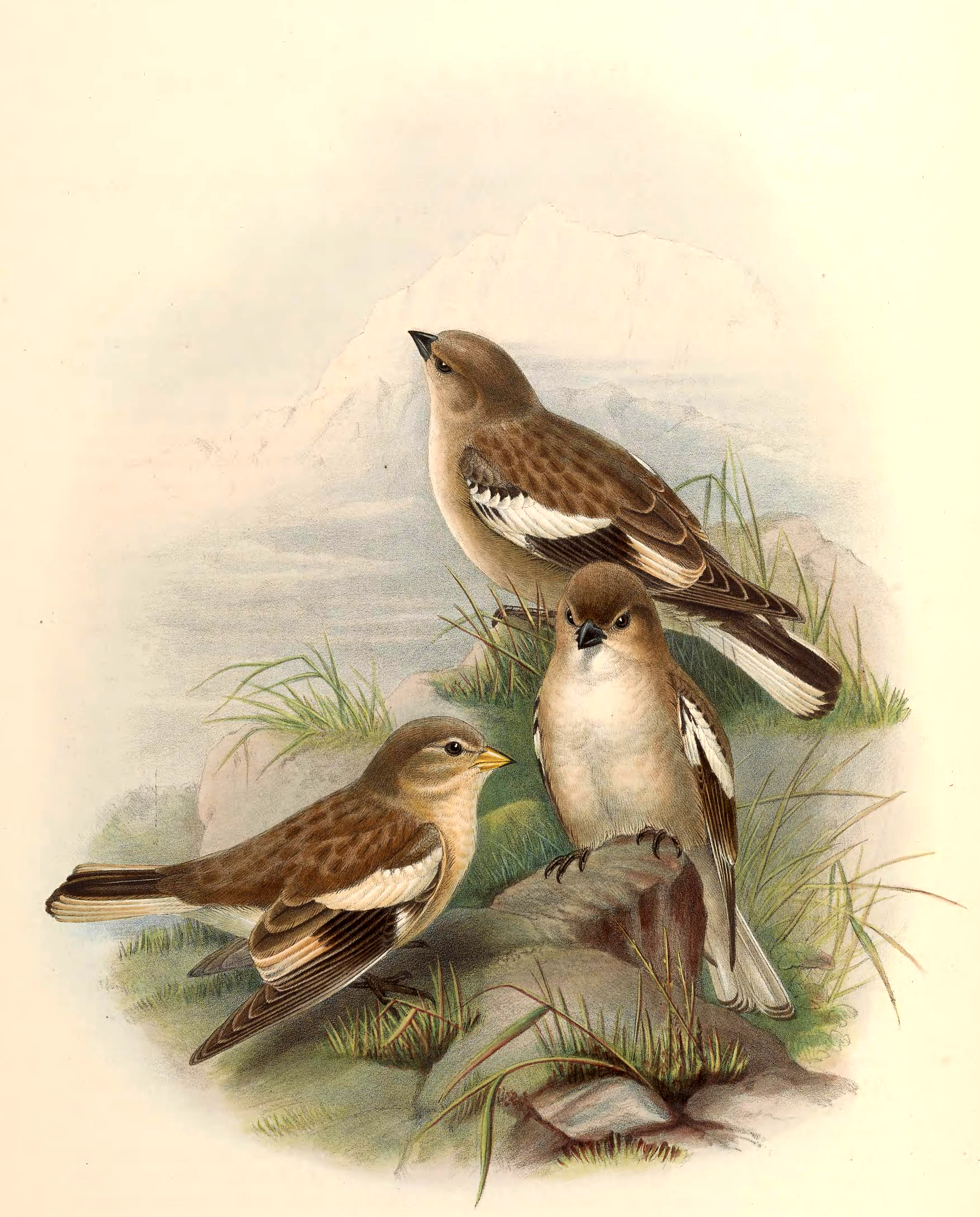
Pintura de camachuelo de alas negras

La familia Passeridae fue introducida como Passerinia por el polímata francés Constantine Samuel Rafinesque en 1815. Según la clasificación utilizada en el Manual de las aves del mundo (HBW) las principales agrupaciones de los gorriones son los gorriones verdaderos (género Passer), los gorriones alpinos géneroMontifringilla, y los gorriones roqueros (Petronia y Carpospiza). Estos grupos son similares entre sí, y cada uno es bastante homogéneo, especialmente Passer. Algunas clasificaciones también incluyen a los gorriones tejedores (Plocepasser) y varios otros géneros africanos (clasificados de otro modo entre los tejedores, Ploceidae) que son morfológicamente similares a Passer. Según un estudio de pruebas moleculares y esqueléticas realizado por Jon Fjeldså y sus colegas, el ibón canela de Filipinas, considerado anteriormente como un zosterópido, es un taxón hermano de los gorriones según la definición del HBW. Por tanto, lo clasifican como una subfamilia propia dentro de Passeridae.

## Distribución y hábitat

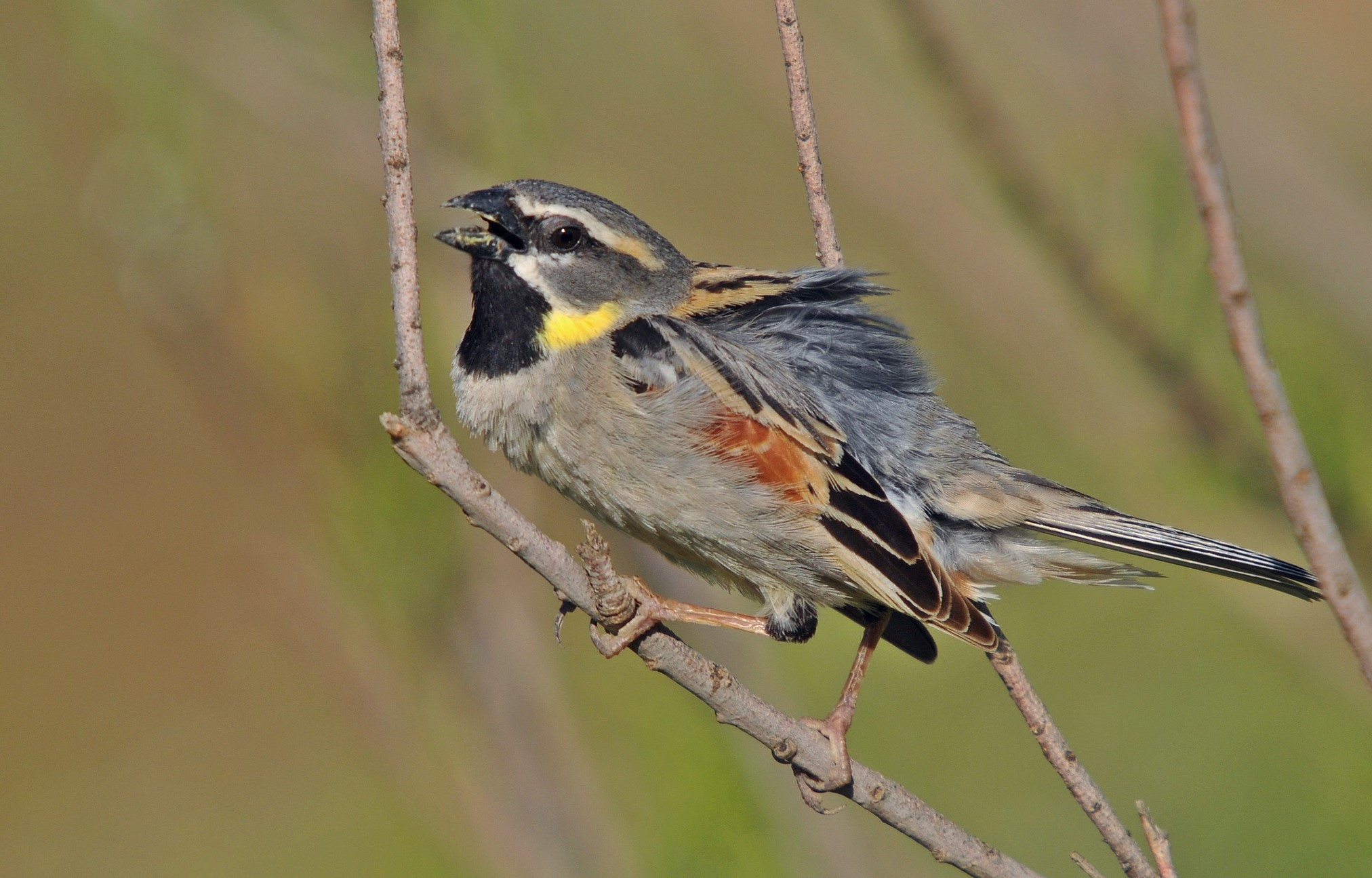
Un macho de gorrión del Mar Muerto en el sureste de Turquía.

Los gorriones del Viejo Mundo son autóctonos de Europa, África y Asia. En América, Australia y otras partes del mundo, los colonos importaron algunas especies que se naturalizaron rápidamente, sobre todo en zonas urbanas y degradadas. Los gorriones comunes, por ejemplo, se encuentran ahora en toda Norteamérica, Australia (todos los estados excepto Australia Occidental), partes del sur y el este de África, y en gran parte de las zonas densamente pobladas de Sudamérica.
Los gorriones del Viejo Mundo son generalmente aves de hábitats abiertos, incluyendo praderas, desiertos y matorrales. Los pinzones nivales y los gorriones molineros son especies de latitudes altas. Unas pocas especies, como el gorrión arbóreo euroasiático, habitan en bosques abiertos. El aberrante ibón canelo tiene el hábitat más inusual de la familia, habitando el dosel del bosque nuboso en Filipinas.

## Relaciones con los humanos

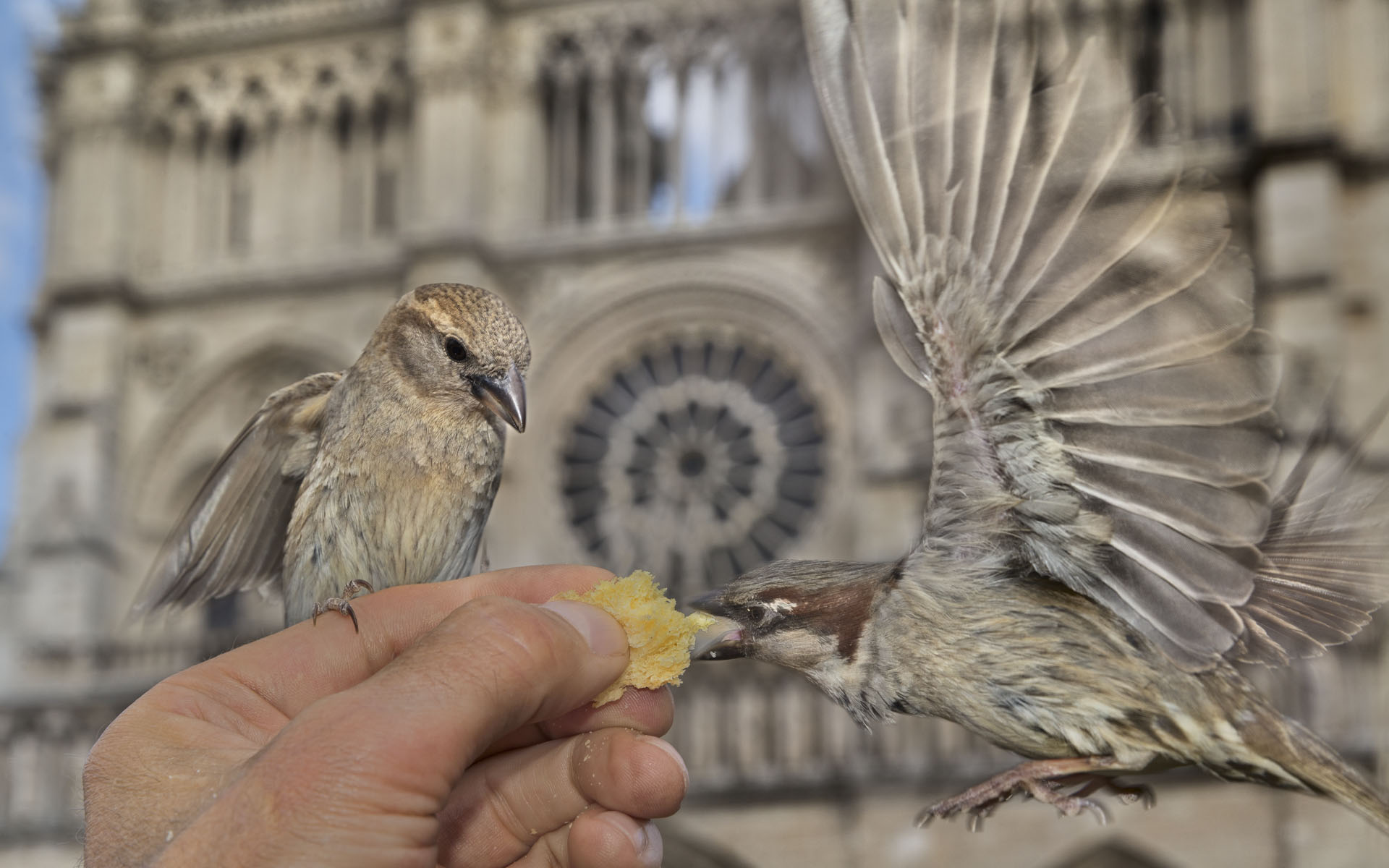
Gorriones domésticos siendo alimentados con brioche delante de la Catedral de Notre-Dame en París.

Los gorriones del Viejo Mundo pueden ser las aves silvestres más familiares de todo el mundo. Muchas especies viven habitualmente en zonas agrícolas y, para varias, los asentamientos humanos son su hábitat principal. El gorrión molinero y el gorrión común están especialmente especializados en vivir cerca de los humanos y habitan en grandes cantidades en las ciudades. Se sabe que 17 de las 26 especies reconocidas por el Handbook of the Birds of the World anidan y se alimentan alrededor de edificios.
Las especies que se alimentan de cereales, sobre todo el gorrión común y el gorrión dorado de Sudán, pueden ser importantes plagas agrícolas. También pueden ser beneficiosas para el hombre, sobre todo porque se comen las plagas de insectos. Los intentos de control a gran escala no han logrado afectar significativamente a las poblaciones, o han ido acompañados de importantes aumentos en los ataques de insectos, probablemente como resultado de una reducción de su número, como en la Campaña del Gorrión Real en la China de la década de 1950.
Debido a su familiaridad, el gorrión común y otras especies de la familia se utilizan con frecuencia para representar lo común y vulgar, o lo lascivo. En muchas obras de la literatura antigua y textos religiosos de Europa y Asia occidental se hace referencia a aves que suelen describirse posteriormente como gorriones del Viejo Mundo. Estas referencias no siempre se refieren específicamente a los gorriones del Viejo Mundo, o incluso a pequeñas aves que se alimentan de semillas, pero los escritores posteriores que se inspiraron en estos textos a menudo tenían en mente al gorrión común y a otros miembros de la familia. En particular, los antiguos griegos asociaban a los gorriones del Viejo Mundo con Afrodita, la diosa del amor, debido a su lujuria percibida, una asociación de la que se hicieron eco escritores posteriores como Chaucer y Shakespeare.
El uso que hace Jesús de los "gorriones" como un ejemplo de la divina providencia en el Evangelio de San Mateo inspiró a referencias posteriores, como por ejemplo la escena final de la obra Hamlet de Shakespeare y el himno religioso "His Eye is on the Sparrow" (en español: "Los ojos están en el Gorrión").
| G37 |

Los gorriones del Viejo Mundo se han tenido como mascotas en muchos momentos de la historia, a pesar de que la mayoría no son especialmente vistosos y sus cantos son poco llamativos.[cita requerida] También son difíciles de mantener, ya que los gorriones de compañía deben criarse a mano y se necesita una cantidad considerable de insectos para alimentarlos. No obstante, muchas personas consiguen criar a mano crías de gorrión huérfanas o abandonadas.
Las primeras menciones de gorriones como mascotas proceden de los romanos. No todos los passeri mencionados, a menudo como mascotas, en la literatura romana eran necesariamente gorriones, pero algunos relatos sobre ellos describen claramente su aspecto y hábitos.  La mascota passeri de Lesbia en los poemas de Catulo puede no haber sido un gorrión, sino un zorzal o jilguero europeo. The Boke of Phyllyp Sparowe de John Skelton es un lamento por un gorrión doméstico mascota de una tal Jane Scrope, narrado por Scrope. 

## Lista de especies
La familia se compone de cincuenta  y una especies distribuidas en once géneros:
- Género Gymnoris Blyth, 1845
  - Gymnoris dentata - gorrión chico;[20]
  - Gymnoris pyrgita - gorrión moteado;[20]
  - Gymnoris superciliaris - gorrión cejudo;[20]
  - Gymnoris xanthocollis - gorrión cuelligualdo;[20]

- Género Montifringilla (C.L. Brehm;1828) - gorriones alpinos:[1]
  - Montifringilla adamsi - gorrión de Adams;[20]
  - Montifringilla henrici - gorrión de Henri;[20]
  - Montifringilla nivalis - gorrión alpino;[20]

- Género Passer (Brisson, 1760) - gorriones típicos:[1]
  - Passer ammodendri - gorrión del saxaul;[20]
  - Passer castanopterus - gorrión somalí;[20]
  - Passer cordofanicus - gorrión del Kordofán;[20]
  - Passer diffusus - gorrión sudafricano;[20]
  - Passer domesticus - gorrión común;[20]
  - Passer eminibey - gorrión castaño;[20]
  - Passer euchlorus - gorrión árabe;[20]
  - Passer flaveolus - gorrión liso;[20]
  - Passer gongonensis - gorrión picogordo;[20]
  - Passer griseus - gorrión gris;[20]
  - Passer hispaniolensis - gorrión moruno;[20]
  - Passer iagoensis - gorrión de Cabo Verde;[20]
  - Passer insularis - gorrión de Socotora;[20]
  - Passer italiae - gorrión italiano;[20]
  - Passer luteus - gorrión dorado;[20]
  - Passer melanurus - gorrión de El Cabo;[20]
  - Passer moabiticus - gorrión del mar Muerto;[20]
  - Passer montanus - gorrión molinero;[20]
  - Passer motitensis - gorrión grande;[20]
  - Passer pyrrhonotus - gorrión del Sind;[20]
  - Passer rufocinctus - gorrión keniata;[20]
  - Passer rutilans - gorrión rutilante;[20]
  - Passer shelleyi - gorrión de Shelley;[20]
  - Passer simplex - gorrión sahariano;[20]
  - Passer suahelicus - gorrión suahili;[20]
  - Passer swainsonii - gorrión de Swainson;[20]
  - Passer zarudnyi - gorrión de Zarudny;

- Género Plocepasser - tejedores gorrión (antes en Ploceidae);
  - Plocepasser donaldsoni - tejedor gorrión de Donaldson;
  - Plocepasser mahali - tejedor gorrión cejiblanco;
  - Plocepasser rufoscapulatus - tejedor gorrión dorsicastaño;
  - Plocepasser superciliosus - tejedor gorrión coronicastaño;

- Género Pseudonigrita - tejedores sociales (antes en Ploceidae)
  - Pseudonigrita arnaudi - tejedor social de Arnaud;
  - Pseudonigrita cabanisi - tejedor social de Cabanis;

- Género Pyrgilauda Verreaux, J, 1871 - gorriones alpinos asiáticos:
  - Pyrgilauda blanfordi - gorrión de Blanford;[20]
  - Pyrgilauda davidiana - gorrión de David;[20]
  - Pyrgilauda ruficollis - gorrión cuellirrufo;[20]
  - Pyrgilauda theresae - gorrión afgano;[20]

- Género monotípico Carpospiza (J.W. von Muller, 1854):
  - Carpospiza brachydactyla - gorrión pálido;[20]
- Género monotípico Hypocryptadius Hartert, 1903 (el miembro más basal - antes en Zosteropidae)[9]
  - Hypocryptadius cinnamomeus - anteojitos canelo;[21]
- Género monotípico Onychostruthus Richmond, 1917
  - Onychostruthus taczanowskii - gorrión de Taczanowski;[20]
- Género monotípico Petronia (Kaup, 1829)
  - Petronia petronia - gorrión chillón;[20]
- Género monotípico Philetairus (antes en Ploceidae)
  - Philetairus socius - tejedor republicano.